# Holothrix tridentata
Holothrix tridentata är en orkidéart som först beskrevs av Joseph Dalton Hooker, och fick sitt nu gällande namn av Heinrich Gustav Reichenbach. Holothrix tridentata ingår i släktet Holothrix och familjen orkidéer. Inga underarter finns listade i Catalogue of Life.